# Natuurbeheersmaatregelen
Natuurbeheersmaatregelen zijn maatregelen die in het kader van natuurbeheer genomen worden om een bepaald doel te bereiken. Het idee is dat natuur in de meeste gevallen niet "ongerept" is en dat overal invloeden van de mens kunnen worden waargenomen. Bij het beheer van natuurgebieden gaat men uit van een bepaald ideaalbeeld, en om dit te bereiken neemt men beheersmaatregelen. 

## Doelgerichtheid en slaagkans
Of beheerders met de door hen gebruikte natuurbeheersmaatregelen nu als doel hebben de situatie te bestendigen of juist niet, de situatie in het betreffende gebied zal erdoor kunnen veranderen, met mogelijk gevolgen voor het aantal organismen in dat gebied. Bepaalde soorten kunnen in aantal toe- of afnemen. Zeker als het gestelde doel niet door iedereen gedragen wordt, kan een dergelijke verandering tot spanningen leiden. Bijvoorbeeld de natuurbeheersmaatregel om grote grazers in de Oostvaardersplassen in te zetten, leidde tot afname van het aantal hogere planten en vogels. Niet iedereen was hierover enthousiast. 
Het kan ook zijn dat het doel niet gehaald wordt omdat de doelen niet passen bij het gebied. Het kan bijvoorbeeld te klein zijn of te nat, of het biedt voldoende overlevingskansen voor de beoogde dieren.

## Factoren
Drie elementen kunnen een rol spelen bij beheersmaatregelen, de abiotiek (het milieu zonder dieren en planten), de biotiek (de levende natuur) en de mens.

### Abiotische factoren
Belangrijke factoren die het leefmilieu of biotopen van soorten bepalen zijn de grondsoort, de beschikbaarheid van water zoals het grondwaterpeil, het gehalte aan zouten en voedingsstoffen en het temperatuurverloop. Met beheersmaatregelen kunnen deze factoren aangepast worden. Zo heeft door de aanleg van sloten en greppels in veel veengronden verdroging plaatsgevonden. Het dempen van die sloten kan de veengroei weer stimuleren.
Een ander ongewenst effect kan verstuiving zijn. In de duinen wordt helmgras geplant om het verstuiven van duinen te voorkomen en het nieuwe zand vast te leggen.

### Biotische factoren
Belangrijke biologische factoren die van belang zijn voor een natuurgebied zijn de invasie of explosieve uitbreiding van soorten. Zo wordt verbraming als ongewenst gezien, net als de opmars van de reuzenberenklauw, een exoot uit Oost-Europa. Deze laatste soort wordt mechanisch en door inzet van grote grazers met weinig succes bestreden in het Kromslootpark in Almere. 
De aanpak van zogenaamde exoten of plaagsoorten kan ook gebeuren met de introductie van predatoren of jacht. 
De natuurlijke vegetatie kan zich ook autonoom een bepaalde kant op ontwikkelen waardoor vanuit het oogpunt van natuurbeheer gewenste soorten verdwijnen. Tot 1980 was het niet ongebruikelijk om deze zogenaamde successie terug te draaien door het verbranden van de vegetatie. De laatste tijd zijn er twijfels over het succes van deze praktijk. Nu blijkt echter dat met name de kleine wrattenbijter juist voorkomt in dit soort gebieden.

### De factor mens:Homo oeconomicus,oecologicusofsentimentalis
Mensen spelen een hoofdrol bij de uitvoering van natuurbeheersmaatregelen; zij bedenken en nemen de maatregelen. Over de aard, de omvang en de argumentatie hiervan is vaak discussie.
In de eerste plaats is er het zogenaamde externe beheer. Buiten de natuurgebieden zijn vele menselijke activiteiten die hun weerslag op natuurgebieden hebben. Een moderne boer wil bijvoorbeeld vroeg in het jaar met zijn machines over het land rijden, waardoor hij een lage waterstand prefereert. Een boer bemest bovendien zijn land graag met kunstmest. Beide kunnen leiden tot verlies van de kwaliteit van nabijgelegen natuurterreinen. Dankzij de mechanisatie in de landbouw zijn grote oppervlakten efficiënt ingericht; veel land heeft een ruilverkaveling ondergaan. De vraag is hoever deze intensivering kan en moet gaan. Zijn vanuit oogpunt strenge maatregelen nodig om de uitstoot van meststoffen tegen te gaan?
Dan is er interne beheer, het beheer van de natuurgebieden zelf. Ook daar is discussie. Tot welke hoogte zijn maatregelen als het toevoegen van kalk in verzuurde gebieden zinvol? Is het plaggen van hei of het openhouden van stuifduinen betaalbaar? Daarnaast zijn er ethische vragen, soms gekoppeld aan emoties, vooral bij het beheer van dieren in natuurterreinen. Natuurbeheer kan namelijk betekenen dat geaccepteerd wordt dat zwakke dieren sterven. Tegelijk is hiertegen verzet. Als een dier aaibaar is, willen mensen het vaak ook letterlijk aaien, en zeker niet dood laten gaan. Als wilde veulentjes en kalfjes geboren worden in een natuurgebied en eenzaam achter lijken te blijven dan moeten ze volgens veel mensen ("oh wat zielig") gered worden. En ook hongerende volwassen dieren mogen niet van iedereen sterven. In Nederland woedt er al een decennium lang een discussie over het bijvoederen van halfwilde paarden {koniks) en runderen (heckrunderen} in natuurgebieden gedurende strenge winters.
Zo is er ook het voorbeeld van een Schots eiland waar veel zeldzame broedvogels voorkwamen, totdat iemand egels introduceerde. Dit dier, voor Schotland een exoot, vrat de eieren op, zodat de egels weggevangen moesten worden. Dat leidde eveneens tot verzet.

## Overige informatie
- Lijst van beheersmaatregelen in de natuur